# متجر هدايا

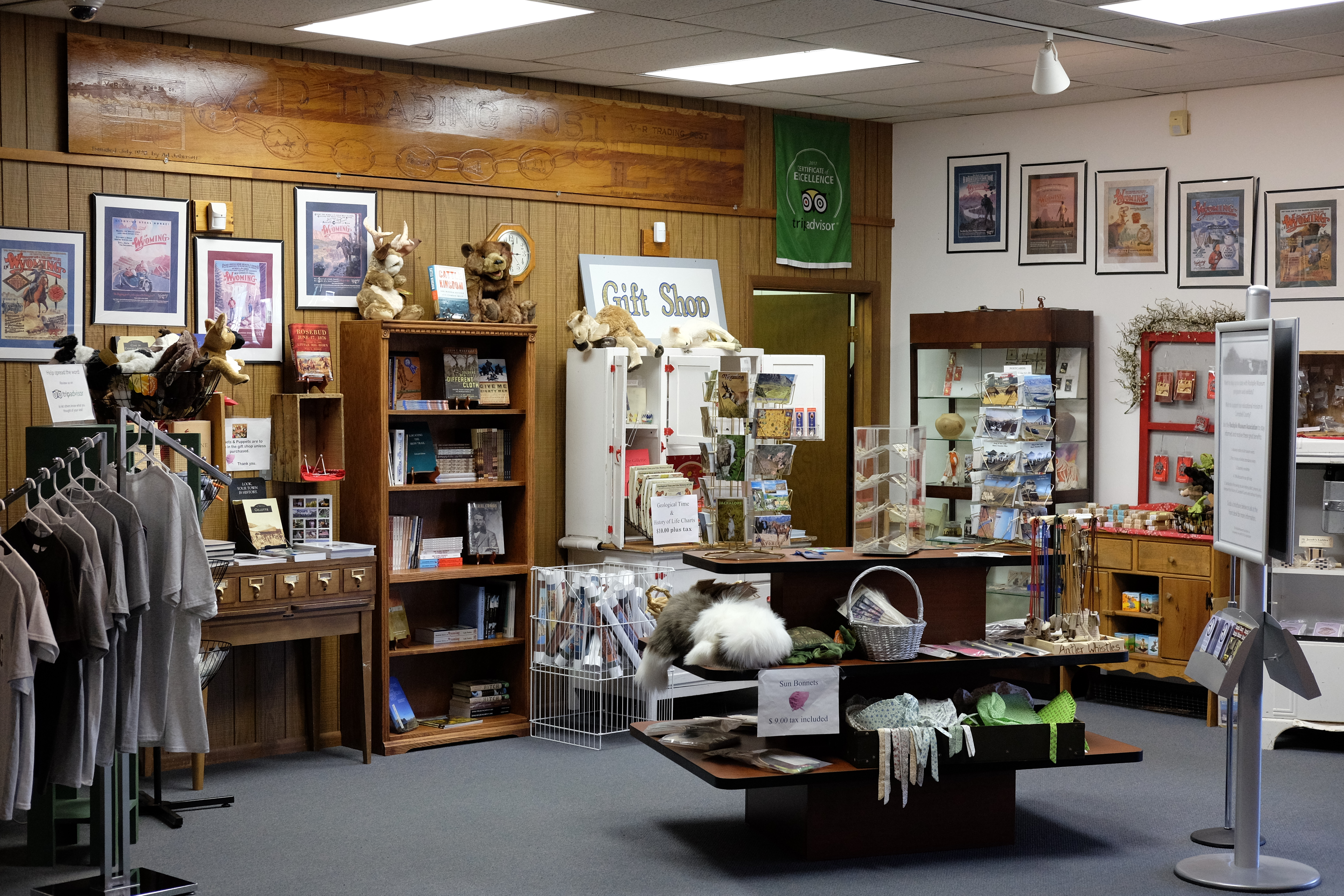
متجر هدايا متحف كمبل كَونتي رُكبيل في جيليت

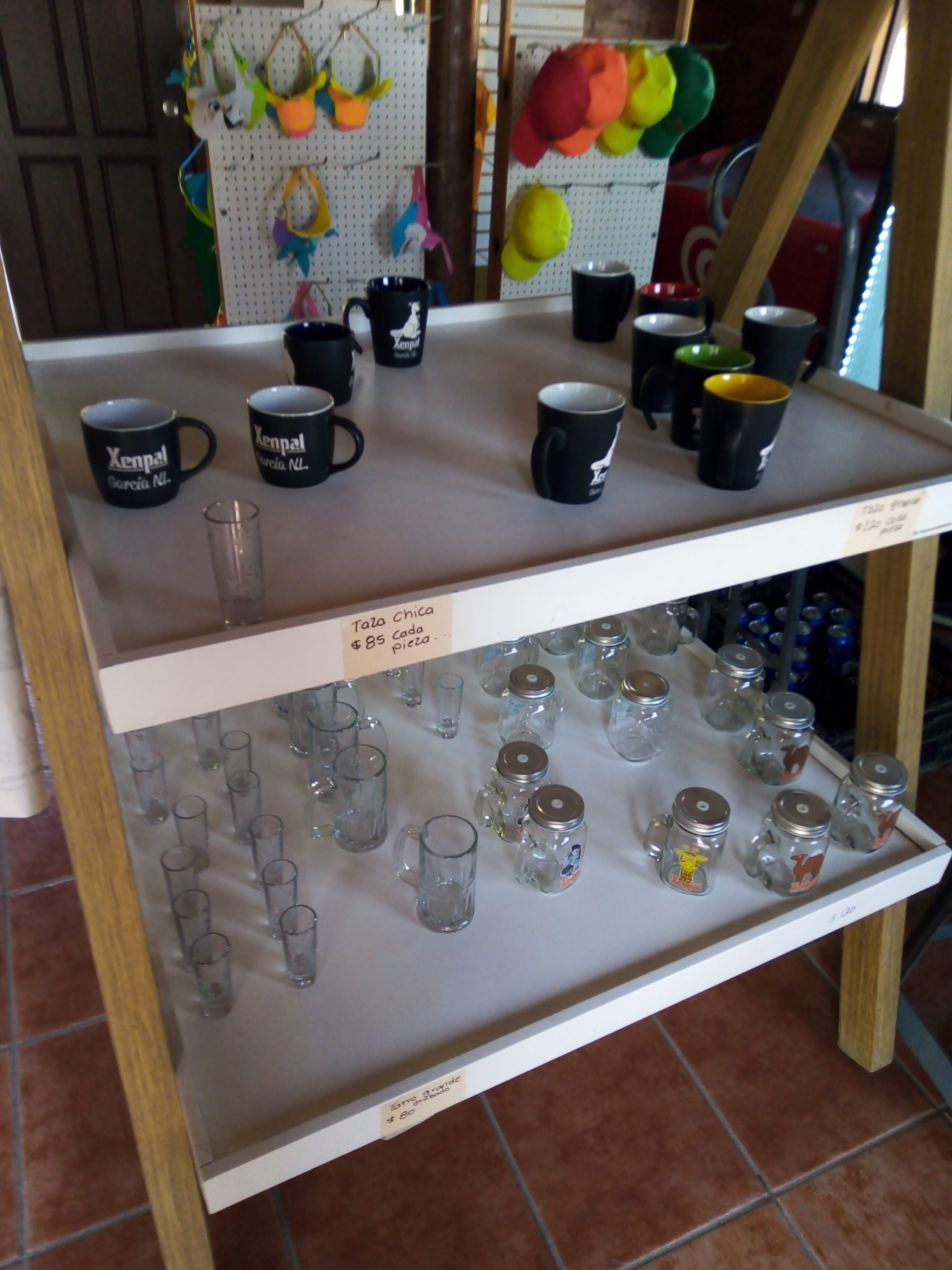
أكواز وأكواب زجاج في محل هدايا في حديقة حيوانات في شمال شرق المكسيك

متجر الهدايا أو محل التذكارات هو متجر يبيع التذكارات. العناصر المباعة قد تكون أكوازًا ، ولعبًا محشوة وألعابًا وقمصانًا وبطاقات بريدية والمجموعات المصنوعة يدويًا وغيرها من التذدرات ، التي يعتزم المشتري الاحتفاظ بها تذكار لزيارته أو تقديمها هدية إلى شخص آخر .